# Рустика
Рустиката е каменна зидария от дялани камъни (руст), чиято лицева (предна) страна е грубо издялана или е оставена необработена, и само по краищата е направена малка гладка ивица. Често придава на зданието масивност. Застъпена е в архитектурата на Римската империя и по-късно при издигането на средновековните замъци. Става популярна отново в ранния ренесанс до барока, когато от фасадите на приземните етажи на дворци и замъци лъха студенина.
Рустиката се радва на особено внимание от страна на представителите на маниеризма с подчертано грубата насеченост, големите четвъртити блокове и отчасти колони.
Вариациите на рустовете са диамантените рустове с почти изгладена, пирамидална повърхност, и рустове с аналогично изгладена повърхност, която е издута.